# Stratiomys conica
Stratiomys conica är en tvåvingeart som beskrevs av Fabricius 1805. Stratiomys conica ingår i släktet Stratiomys och familjen vapenflugor. Inga underarter finns listade i Catalogue of Life.